# Gull Roberg
Gull Roberg, gift Edgren, född 23 juni 1908, död 29 juni 1995, var en svensk tennisspelare.
Gull Roberg var under 1930-talet en av Sveriges mest framgångsrika tennisspelare, med bland annat en SM-trippel 1937. Totalt tog hon 16 SM-titlar, varav 4 i singel. 
Hennes styrka beskrivs som ett "väl varierat spel med forehand och serve som främsta slag".
Hon var flerårig medlem i Kungliga Lawn-tennisklubben och fick motta utmärkelsen "Stor grabb" av Svenska tennisförbundet.
Gull Roberg var från 1941 gift med Gösta Edgren (1902–1990). De är begravda på Norra begravningsplatsen utanför Stockholm.